# Ann-Helén Laestadius
Monika Ulrika Ann-Helén Laestadius (nascuda el 3 de desembre de 1971 a Jukkasjärvi, Kiruna, Suècia) és una periodista i escriptora sami sueca. El 2016 va ser guardonada amb el Premi August en la categoria de millor llibre infantil i juvenil per Tio over ett.

## Obra publicada
- 2007. SMS från Soppero. Estocolm. Podium i l'editorial del Museu Nòrdic en col·laboració amb el Centre d'Informació Sami. ISBN 978-91-7108-518-4
- 2010. Hej vacker. Estocolm. Rabén & Sjögren. ISBN 978-91-29-67424-8
- 2011. Ingen annan är som du. Estocolm. Rabén & Sjögren. ISBN 978-91-29-67651-8
- 2012. Hitta hem. Estocolm. Rabén & Sjögren. ISBN 978-91-29-68197-0
- 2014. Bromsgatan: Vi som bodde på gårdarna. Estocolm. Rabén & Sjögren. ISBN 978-91-63740282
- 2016. Tio över ett. Estocolm. Rabén & Sjögren. ISBN 978-91-2970788-5
- 2018. Inte längre min. Estocolm. Rabén & Sjögren. ISBN 978-91-29-71043-4
- 2018. Pimpelfiske. Lilla Piratförlaget. ISBN 978-91-78-13018-4
- 2018. Bara Dra. LL-förlaget. ISBN 978-91-88-07353-2
- 2020. Vinterkväll. Lilla Piratförlaget. ISBN 978-91-78-13168-6
- 2021. Stöld. Estocolm. Romanus & Selling. ISBN 978-91-89-05134-8[3]
- 2023. Straff. Estocolm. Romanus & Selling. ISBN 978-91-89-05136-2

### Traducció al català
- 2023. Robatori. Editorial Navona. ISBN 978-84-19311-79-5[4]

## Premis i reconeixements
- 2008 - Premi d'autor de Studieförbundet Vuksenskolan (Associació d'estudis Escola d'adults) per Sms från Soppero.[5]
- 2016 - Premi August per Tio over ett.[2][6]
- 2017 - Premi de la Societat de Literatura de Norrland en la categoria de literatura infantil i juvenil per Tio over ett.[7]
- 2018 - Beca de treball del Fons d'Escriptors de Suècia.[8]